# Jelena Jankovićová
Jelena Jankovićová (srbsky Јелена Јанковић, Jelena Janković, výslovnost: [jɛ̌lɛna jǎːnkɔv̞itɕ]IPA, * 28. února 1985 Bělehrad) je bývalá srbská profesionální tenistka. Od roku 2017 byla neaktivní a kariéru ukončila v sezóně 2022. V letech 2008–2009 byla osmnáct týdnů světovou jedničkou ve dvouhře, jíž se stala jako šestnáctá hráčka od zavedení žebříčku v roce 1975 a také jako třetí bez výhry na grandslamu. Ve své kariéře na okruhu WTA Tour vyhrála patnáct turnajů ve dvouhře včetně Indian Wells 2010 a dvou triumfů na Rome Masters. Získala také dva tituly ze čtyřhry v Birminghamu a Torontu. V rámci okruhu ITF vyhrála jeden singlový turnaj.
Na žebříčku WTA byla ve dvouhře nejvýše klasifikována v srpnu 2008 na 1. místě a ve čtyřhře pak v červnu 2014 na 19. místě.
Na grandslamu si zahrála finále dvouhry US Open 2008, v němž nestačila na Serenu Williamsovou. Spolu s Britem Jamiem Murraym vyhrála smíšenou čtyřhru ve Wimbledonu 2007, když zdolali dvojici Alicia Moliková a Jonas Björkman. V letech 2008 a 2009 se probojovala do semifinále Turnaje mistryň. V juniorské kategorii vyhrála Australian Open 2001 a stala se juniorskou světovou jedničkou.
V srbském fedcupovém týmu debutovala v roce 2001 dubnovým utkáním 1. skupiny zóny Evropy a Afriky proti Polsku, v němž vyhrála nad Katarzynou Straczyovou. Do dubna 2022 v soutěži nastoupila k třiceti jedna mezistátním utkáním s bilancí 27–11 ve dvouhře a 7–5 ve čtyřhře. Srbsko a Černou Horu reprezentovala na athénských Letních olympijských hrách  2004, kde vypadla v prvním kole dvouhry s Kolumbijkou Fabiolou Zuluagovou. Na Pekingské olympiádě 2008 hrála za nástupnický státní útvar Srbsko, kde se v soutěži dvouhry jako druhá nasazená probojovala do čtvrtfinále, v němž nestačila na Rusku Dinaru Safinovou. Na Hrách XXX. olympiády v Londýně ji v úvodním kole vyřadila turnajová čtyřka a vítězka turnaje Serena Williamsová.

## Tenisová kariéra

### Počáteční fáze
Jelena Jankovičová začínala s tenisem v tenisovém klubu „Crvena Zvezda“. K tenisu ji v devíti letech přivedl o 6 let starší bratr Marko. Později trénovala v Tenisové akademii Nicka Bollettieriho v Bradentonu na Floridě.
V roce 2000 hrála své první dva turnaje ve Philadelphii a v Clearwater. Po vítězství na juniorském Australian Open v lednu 2001 a získání „divoké karty“, nastoupila na svůj první profesionální turnaj v Indian Wells, kde se dostala do druhého kola. V tomtéž roce začala reprezentovat Srbsko a Černou Horu (později Srbsko) ve Fed Cupu.
V březnu 2002 prošla kvalifikací do hlavního turnaje ve Scottsdale, kde vypadla již v úvodním kole s Barbarou Schettovou. V červenci si poprvé v životě zahrála ve čtvrtfinále. Bylo to na turnaji ve Stanfordu, kde vyřadila sedmnáctou nasazenou Danielu Bedáňovou. Nakonec nestačila na Belgičanku Kim Clijstersovou. Vyzkoušela si rovněž kvalifikační boje na US Open, ale prohrála hned v prvním kole.

### 2003
Další sezónu začala vítěznou kvalifikací na Australian Open 2003. Ve svém prvním grandslamovém vystoupení postoupila do druhého kola, kde prohrála s Amandou Coetzerovou ve třech setech. Několik následujících turnajů zakončila už v první fázi. Teprve v Budapešti dosáhla na čtvrtfinále. Na grandslamových turnajích na French Open a ve Wimbledonu neprošla kvalifikacemi.
V říjnu 2003 se Jankovičová po svém vůbec prvním vítězství na turnaji ITF, v Dubaji, posunula do první světové stovky na 90. místo.

### 2004

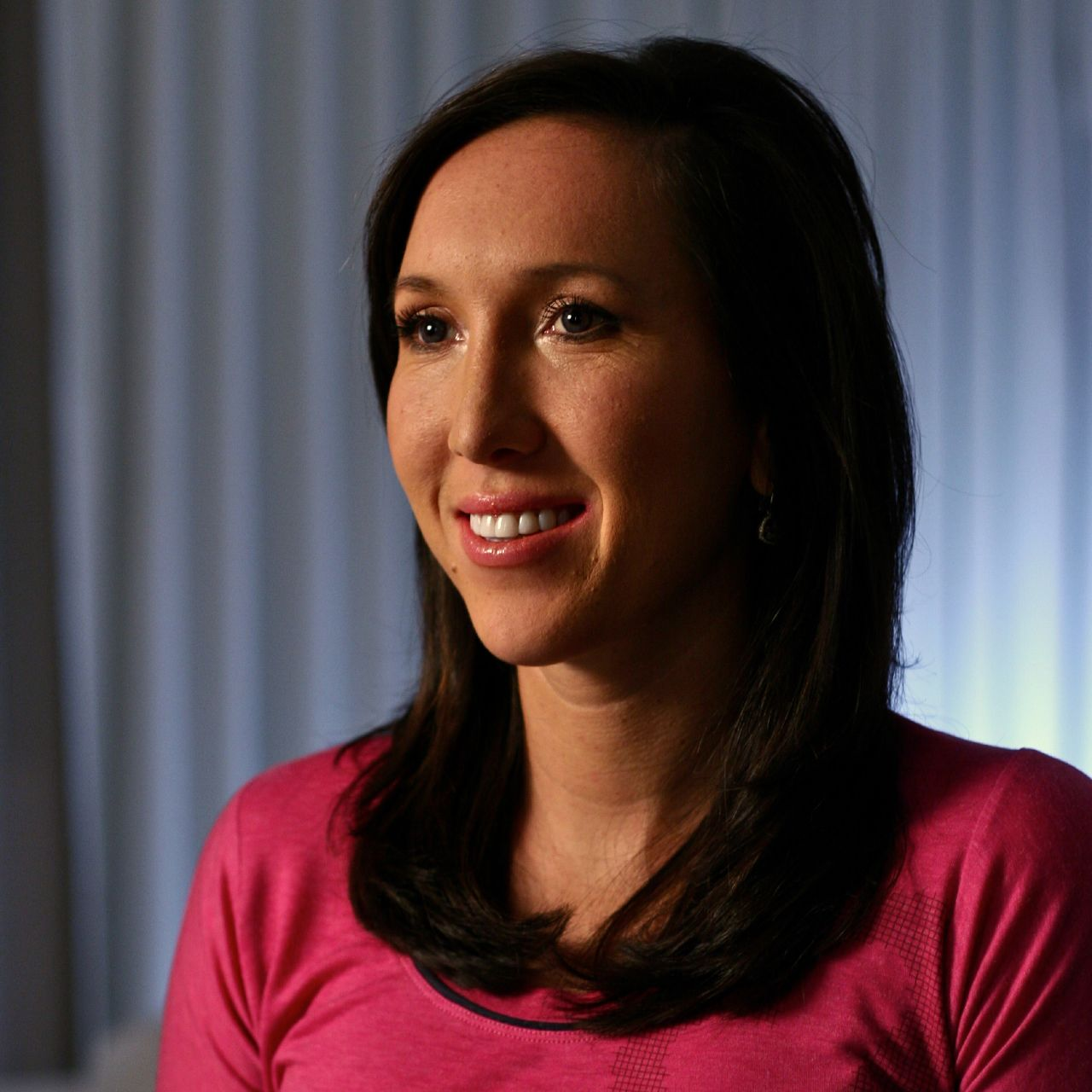
Jelena Jankovićová

Po slabších výkonech v Gold Coast a v Sydney nečekaně porazila Jelenu Dementěvovou na Australian Open (první vítězství nad hráčkou 1. světové desítky), ale to bylo na tomto turnaji vše. Ve druhém kole těsně podlehla Jill Craybasové. V květnu vyhrála první turnaj na okruhu WTA Tour, když v budapešťském finále porazila Slovenku Martinu Suchou. Následovalo několik dalších turnajů, na nichž však nezaznamenala žádné výjimečné výsledky.
Těsně před Wimbledonem, na turnaji v nizozemském 's-Hertogenbosch porazila ve druhém kole Naďu Petrovovou a tato výhra ji dostala do první světové padesátky. S Naďou Petrovovou se střetla v tomto roce ještě jednou ve Filderstadtu a opět ji zdolala. Ke konci roku v Linci vybojovala vítězství nad Věrou Zvonarevovou a Patty Schnyderovou. Na konci sezóny jí na žebříčku patřila 28. příčka.

### 2005
Rok byl v její kariéře považován za průlomový. Zahájila ho turnajem v Aucklandu, kde se dostala do čtvrtfinále. Tam ji zastavila Marion Bartoliová. O měsíc později ve finále v Dubaji prohrála s Lindsay Davenportovou. Předtím porazila Serenu Williamsovou, která skrečovala.
Semifinále si zahrála v Berlíně a později také finále na trávě v Birminghamu. Tam ji porazila Maria Šarapovová. Dále hrála ve čtvrtfinále na turnajích ve Stanfordu a Cincinnati a také finále v Soulu, kde prohrála s tehdy 16letou Nicole Vaidišovou. Na konci roku 2005 jí patřilo 22. místo na žebříčku WTA.

### 2006
Rok nezačala šťastně, když na Australian Open vypadla ve druhém kole s kvalifikantkou Olgou Savčukovou a velmi dlouhou dobu se na světových dvorcích trápila. Prohrávala turnaje v prvních kolech, až nakonec vypadla ze světové třicítky. Průlom nastal na turnaji v Římě, kde se probojovala do čtvrtfinále. Poté hrála v semifinále ve Štrasburku, ve třetích kolech na French Open a v Birminghamu, ve čtvrtfinále v 's-Hertogenboschi, v osmifinále Wimbledonu (kde porazila Venus Williamsovou) a čtvrtfinále v Cincinnati.
Důkazem její vzrůstající formy bylo finále v Los Angeles, které prohrála s Jelenou Dementěvovou. Skvěle se uvedla na US Open, když se dostala do semifinále po výhrách nad Nicole Vaidišovou, Světlanou Kuzněcovovou a Jelenou Dementěvovou. Zastavila ji až Justine Heninová, která ji porazila ve třech setech. Po tomto úspěchu dosáhla ještě na semifinále na turnajích v Kantonu a v Pekingu a na čtvrtfinále na turnajích ve Stuttgartu, Linci a v Québecu.
Rok zakončila na 12. místě žebříčku WTA.

### 2007

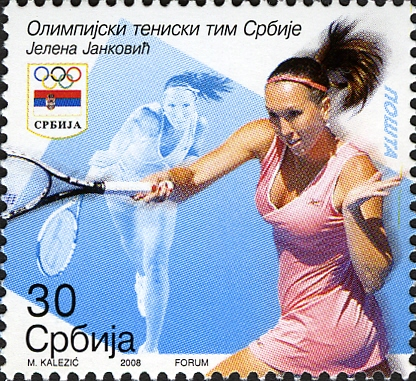
Portrét na Srbské poštovní známce vydané roku 2008

Počátkem roku vyhrála svůj druhý turnaj na WTA Tour v Aucklandu, kde zdolala Věru Zvonarevovou. Na turnaji v Sydney ji cestu za dalším triumfem překazila Kim Clijstersová. Prohrála s ní ve třech setech. Cestou do tohoto finále však porazila výborné tenistky jako Martinu Hingisovou, Samanthu Stosurovou, Amélii Mauresmovou a Nicole Vaidišovou. Tyto výsledky ji dovolily zaujmout před grandslamovým Australian Open pozici jedničky na žebříčku „Champion Race“. Na Australian Open podlehla ve čtvrtém kole pozdější vítězce Sereně Williamsové. I přes tuto porážku se poprvé v kariéře dostala do první světové desítky. Na turnaji v Tokiu ji ve čtvrtfinále porazila krajanka Ana Ivanovičová. V Dubaji byla nucena vzdát semifinále Amélii Mauresmové z důvodu zranění kotníku. Předtím stačila porazit Martinu Hingisovou. V Dauhá ji v semifinále zastavila Justine Heninová ve třech setech.

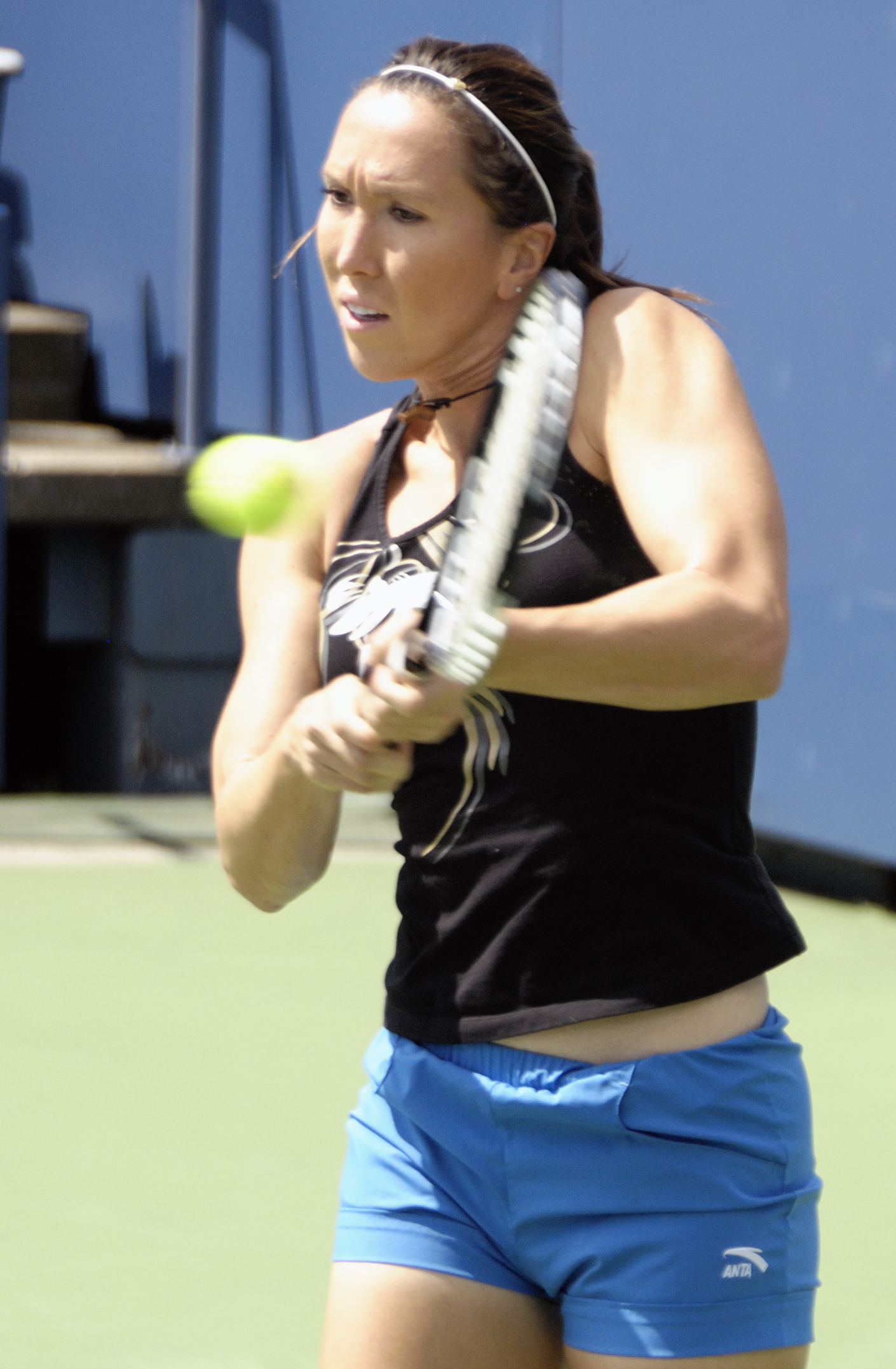
Během US Open 2009

Poté hrála v kalifornském Indian Wells Masters, kde ji v osmifinále vyřadila Číňanka Li Na. Na floridském Miami Masters prohrála ve třwrí fázi s Marou Santangelovou, přestože již vedla 6–2 a 5–2. Na Floridě pak hrála ještě jeden turnaj a to v Amelia Island, kde opět nestačila na Anu Ivanovičovou. Z Charlestonu si odvezla pohár za vítězství v turnaji, když cestou porazila Anastasii Rodionovovou, Maru Santangelovou, Katarinu Srebotnikovou, Venus Williamsovou a konečně ve finále Dinaru Safinovou. Po americkém turné na tvrdých površích se stěhovala na evropskou antuku. Ve Varšavě prohrála v semifinále s Justine Heninovou. Na berlínském turnaji to byla opět Justine Heninová, kdo jí překazil další postup. Po tomto turnaji Jankovičová postoupila na 5. místo žebříčku WTA.
Následující turnaj se konal v Římě a stal se lehkou kořistí Jankovičové, která ho vyhrála bez ztráty setu. Na cestě za titulem porazila Alonu Bondarenkovou, Jelenu Dementěvovou, Patty Schnyderovou i Světlanu Kuzněcovovou. Na grandslamovém French Open byla čtvrtou nasazenou. V Paříži porazila Venus Williamsovou, Marion Bartoliovou a Nicole Vaidišovou, než ji v semifinále porazila opět Heninové. Po turnaji se posunula v žebříčku na 3. místo. O týden později dobyla své páté vítězství na WTA Tour. Ve finále v Birminghamu poprvé zdolala nejvýše nasazenou Marii Šarapovovou. Na navazujícím turnaji v 's-Hertogenboschi se stala první hráčkou od Chris Evertové v roce 1974, která vyhrála 50 zápasů do první poloviny sezóny. Ve finále nestačila na Annu Čakvetadzeovou. Navzdory slibným výsledkům na trávě ji v osmifinále Wimbledonu vyřadila Marion Bartoliová. Kromě dvouhry hrála i wimbledonskou smíšenou čtyřhru, kterou vyhrála s deblovým specialistou Jamie Murrayem. Ve finále porazili pátý nasazený pár Jonas Björkman a Alicia Moliková.
Na US Open postoupila do čtvrtfinále, v němž prohrála s Venus Williamsovou. V předchozích kolech vyřadila Jarmilu Gajdošovou, Olgu Govorcovovou, Alizé Cornetovou i Sybille Bammerovou. V září na turnaji v Pekingu narazila ve druhém kole Virginii Ruano Pascualovou, kterou smetla 6–0, 6–0 – potřetí v kariéře tak vyhrála bez ztráty gamu. Ve druhém setu ztratila pouhé 4 míčky. Nakonec ji ve finále přehrála Ágnes Szávayovou, proti níž ve druhé sadě promarnila mečbol. Ve Stuttgartu se ještě dostala do semifinále (prohrála s Heninovou), ale pak se její forma prudce zhoršila. Ve dvou následujících turnajích vypadla již v prvních kolech. Sezónu zakončila na Turnaji mistryň v Madridu, kde ze tří zápasů nevyhrála ani jeden. Postupně prohrála s Marion Bartoliovou, jíž skrečovala, dále s Heninovou i s Čakvetadzeovou. Po turnaji v Madridu prodělala operaci nosu, která vyřešila její problémy s dýcháním.

### 2008
Na přelomu prosince a ledna se zúčastnila spolu s Novakem Djokovićem Hopmanova poháru v australském Perthu. Tam si přivodila nepříjemné zranění nohy, které ji donutilo vzdát tři zápasy ve dvouhře. Přesto Srbsko postoupilo do finále, kde ho porazily Spojené státy americké. Díky účasti ztratila body v žebříčku WTA, protože kvůli němu neobhájila své vítězství v Aucklandu z minulého roku.
Objevila se ale v Sydney, kde obhajovala finálovou účast z roku 2007. Po výhře nad Tatianou Golovinovou podlehla ve třetím kole Nicole Vaidišové a tím přišla o 3. místo na žebříčku WTA ve prospěch Any Ivanovičové. Své první utkání na Australian Open proti Tamiře Paszekové vyhrála za 3 hodiny 15 minut až poměrem gamů 12–10 v rozhodující sadě. Ve čtvrtfinále porazila Serenu Williamsovou, aby v semifinále hladce podlehla Marii Šarapovové. Na turnaji v Dauhá ji ve čtvrtfinále vyřadila Číňanka Li Na. V Bengalúru, kde byla nasazená jako č. 1, vypadla rovněž ve čtvrtfinále Číňankou, tentokrát s Jen C’. V březnu v Indian Wells vypadla v semifinále s Anou Ivanovičovou. Na turnaji v Miami ve finále nestačila na Serenu Williamsovou. Další dva turnaje prohrála ve čtvrtfinále: v Charlestonu s Věrou Zvonarevovou a v Berlíně s Jelenou Dementěvovou. Další týden hrála v Římě, kde se jí podařilo obhájit v minulém roce vybojovaný titul. Byl to už její šestý titul na WTA Tour. Ve finále porazila Alizé Cornetovou. Na francouzském grandslamu French Open se dostala do semifinále, kde ji porazila krajanka Ivanovičová. Jednalo se o přímý souboj o post světové jedničky.
Následoval další grandslam ve Wimbledonu, kde se dostala stejně jako před rokem do osmifinále. Dále ji nepustila Tamarine Tanasugarnová. O měsíc později nastoupila na turnaji v Los Angeles. Byla nasazená jako č. 1 a navíc měla v prvním kole volný los. Ve 2. kole porazila Američanku Vaniu Kingovou, ve třetím Maďarku Melindu Czinkovou a ve čtvrtfinále Rusku Naďu Petrovovou. V semifinále ji zastavila další Ruska Dinara Safinová. Obhájila tím body z minulého roku, avšak nevyužila možnost sesazení Any Ivanovičové z čela žebříčku. Šanci měla i na turnaji v Montréalu, ale překvapivě prohrála ve čtvrtfinále s Dominikou Cibulkovou.

### 2013

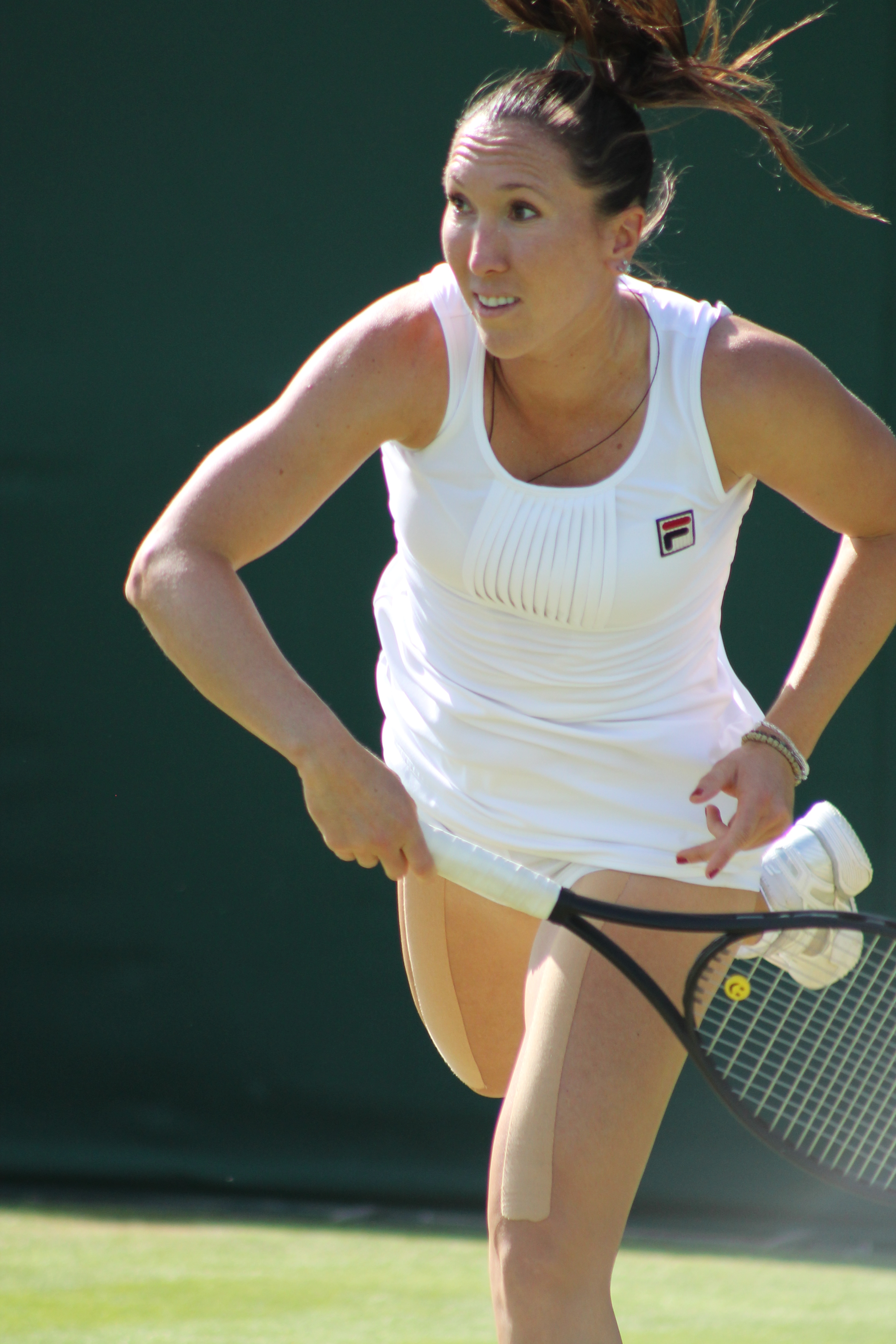
Podání ve Wimbledonu 2013

V sezóně vyhrála jeden titul v kolumbijské Bogotě. Dvakrát odešla z finále dvouhry jako poražená hráčka. Poprvé od roku 2011 se vrátila do elitní světové desítky. Bývalá světová jednička prožila vzestup formy, když se poprvé od roku 2011 vrátila do elitní desítky žebříčku WTA. Na melbournském Australian Open vypadla ve třetím kole s krajankou Anou Ivanovićovou. Po třech letech dosáhla na singlový titul, když opanovala turnaj Copa Colsanitas po jednoznačné finálové výhře nad mladou Argentinkou Paulou Ormaecheaovou. Druhé sezónní finále si zahrála na americkém Family Circle Cupu, v němž nestačila na světovou jedničku Serenu Williamsovovou po třísetovém vývoji utkání.
Do premiérového čtvrtfinále Grand Slamu od roku 2010 se probojovala na French Open. Stopku jí však vystavila ruská obhájkyně titulu Maria Šarapovová ve třech setech. Pokles formy zaznamenala na travnatém Wimbledonu, kde opustila turnaj již ve druhé fázi po porážce od mladší krajanky Vesny Doloncové. Na US Open se probojovala do osmifinále, v němž ji vyřadila čínská tenistka Li Na po jednoznačném průběhu. Finále si zahrála na pekingském China Open, kde po semifinálové výhře nad Kvitovou, odešla podruhé v roce poražena z boje o titul od Sereny Williamsové.

## Soukromý život
Jelena Jankovičová se narodila roku 1985 v Bělehradu jako třetí dítě do rodiny ekonomů Veselina a Snežany Jankovićových. Matka pochází ze Srbska a otec z Černé Hory. Má dva bratry Marka a Stefana Jankoviće. V dubnu 2021 se jí v Bělehradu narodila dcera Una, jejímž otcem se stal srbský internista Branko Barac.

## Ocenění
| 2002 - nejlepší juniorská sportovkyně Jugoslávie 2003 - nejlepší sportovkyně klubu SD Crvena Zvezda 2004 - tenistka roku Srbska a Černé Hory 2006 - WTA – hráčka s největším zlepšením - tenistka roku Srbska 2007 - WTA – ACES Award - Srbský tenisový svaz – nejlepší tenistka - tenistka roku Srbska | 2008 - ITF – mistryně světa ve dvouhře - Status Magazine – osobnost roku - Best European Award - AIPS Best Third Athlete - tenistka roku Srbska 2009 - Oscar Of Popularity Best Female Athlete - tenistka roku Srbska 2010 - Fed Cup by BNP Paribas – Heart Award (1. kolo světové skupiny / světové skupiny II) - Oscar Of Popularity – nejlepší sportovkyně - tenistka roku Srbska 2011 - tenistka roku Srbska 2012 - Fed Cup by BNP Paribas – Heart Award (semifinále světové skupiny) - Cena oddanosti k národu od srbské tenisové federace - Nejlepší srbský ženský kolektiv roku |

## Finále na Grand Slamu

### Ženská dvouhra: 1 (0–1)
| Stav       | rok  | turnaj  | povrch | soupeřka ve finále | výsledek |
| ---------- | ---- | ------- | ------ | ------------------ | -------- |
| Finalistka | 2008 | US Open | tvrdý  | Serena Williamsová | 4–6, 5–7 |

### Smíšená čtyřhra: 1 (1–0)
| Stav    | rok  | turnaj    | povrch | spoluhráč    | soupeři ve finále              | výsledek      |
| ------- | ---- | --------- | ------ | ------------ | ------------------------------ | ------------- |
| Vítězka | 2007 | Wimbledon | tráva  | Jamie Murray | Alicia Moliková Jonas Björkman | 6–4, 3–6, 6–1 |

## Finále na okruhu WTA Tour
| Legenda                                               |
| ----------------------------------------------------- |
| D – dvouhra; Č – čtyřhra                              |
| Grand Slam (0–1 D)                                    |
| Turnaj mistryň (0)                                    |
| Tier I / Premier Mandatory & Premier 5 (6–7 D; 1–0 Č) |
| Tier II / Premier (2–5 D)                             |
| Tier III, IV & V / International (7–8 D; 1–2 Č)       |

| Finále dle povrchu    |
| --------------------- |
| tvrdý (7–15 D; 1–1 Č) |
| tráva (1–3 D; 1–1 Č)  |
| antuka (6–3 D)        |
| koberec (1–0 D)       |

### Dvouhra: 36 (15–21)
| Stav       | č.  | datum           | turnaj                           | povrch      | soupeřka ve finále         | výsledek            |
| ---------- | --- | --------------- | -------------------------------- | ----------- | -------------------------- | ------------------- |
| Vítězka    | 1.  | 2. května 2004  | Budapešť, Maďarsko               | antuka      | Martina Suchá              | 7–6(7–4), 6–3       |
| Finalistka | 1.  | 5. března 2005  | Dubaj, Spojené arabské emiráty   | tvrdý       | Lindsay Davenportová       | 4–6, 6–3, 4–6       |
| Finalistka | 2.  | 12. června 2005 | Birmingham, Spojené království   | tráva       | Maria Šarapovová           | 2–6, 6–4, 1–6       |
| Finalistka | 3.  | 2. října 2005   | Soul, Jižní Korea                | tvrdý       | Nicole Vaidišová           | 5–7, 3–6            |
| Finalistka | 4.  | 13. srpna 2006  | Los Angeles, Spojené státy       | tvrdý       | Jelena Dementěvová         | 3–6, 6–4, 4–6       |
| Vítězka    | 2.  | 6. ledna 2007   | Auckland, Nový Zéland            | tvrdý       | Věra Zvonarevová           | 7–6(11–9), 5–7, 6–3 |
| Finalistka | 5.  | 12. ledna 2007  | Sydney, Austrálie                | tvrdý       | Kim Clijstersová           | 6–4, 6–7(1–7), 4–6  |
| Vítězka    | 3.  | 15. dubna 2007  | Charleston, Spojené státy        | antuka      | Dinara Safinová            | 6–2, 6–2            |
| Vítězka    | 4.  | 20. května 2007 | Řím, Itálie                      | antuka      | Světlana Kuzněcovová       | 7–5, 6–1            |
| Vítězka    | 5.  | 17. června 2007 | Birmingham, Spojené království   | tráva       | Maria Šarapovová           | 4–6, 6–3, 7–5       |
| Finalistka | 6.  | 23. června 2007 | 's-Hertogenbosch, Nizozemsko     | tráva       | Anna Čakvetadzeová         | 6–7(2–7), 6–3, 3–6  |
| Finalistka | 7.  | 19. srpna 2007  | Toronto, Kanada                  | tvrdý       | Justine Heninová           | 6–7(3–7), 5–7       |
| Finalistka | 8.  | 23. září 2007   | Peking, Čína                     | tvrdý       | Ágnes Szávayová            | 7–6(9–7), 5–7, 2–6  |
| Finalistka | 9.  | 5. dubna 2008   | Miami, Spojené státy             | tvrdý       | Serena Williamsová         | 1–6, 7–5, 3–6       |
| Vítězka    | 6.  | 18. května 2008 | Řím, Itálie                      | antuka      | Alizé Cornetová            | 6–2, 6–2            |
| Finalistka | 10. | 7. září 2008    | US Open, New York, Spojené státy | tvrdý       | Serena Williamsová         | 4–6, 5–7            |
| Vítězka    | 7.  | 28. září 2008   | Peking, Čína                     | tvrdý       | Světlana Kuzněcovová       | 6–3, 6–2            |
| Vítězka    | 8.  | 5. října 2008   | Stuttgart, Německo               | tvrdý (h)   | Naděžda Petrovová          | 6–4, 6–3            |
| Vítězka    | 9.  | 12. října 2008  | Moskva, Rusko                    | koberec (h) | Věra Zvonarevová           | 6–2, 6–4            |
| Vítězka    | 10. | 12. dubna 2009  | Marbella, Španělsko              | antuka      | Carla Suárezová Navarrová  | 6–3, 3–6, 6–3       |
| Vítězka    | 11. | 16. srpna 2009  | Cincinnati, Spojené státy        | tvrdý       | Dinara Safinová            | 6–4, 6–2            |
| Finalistka | 11. | 3. října 2009   | Tokio, Japonsko                  | tvrdý       | Maria Šarapovová           | 2–5skreč            |
| Vítězka    | 12. | 21. března 2010 | Indian Wells, Spojené státy      | tvrdý       | Caroline Wozniacká         | 6–2, 6–4            |
| Finalistka | 12. | 8. května 2010  | Řím, Itálie                      | antuka      | María J. Martínez Sánchez  | 6–7(5–7), 5–7       |
| Finalistka | 13. | 6. března 2011  | Monterrey. Mexiko                | tvrdý       | Anastasija Pavljučenkovová | 6–2, 2–6, 3–6       |
| Finalistka | 14. | 22. srpna 2011  | Cincinnati, Spojené státy        | tvrdý       | Maria Šarapovová           | 6–4, 6–7(3–7), 3–6  |
| Finalistka | 15. | 18. června 2012 | Birmingham, Spojené království   | tráva       | Melanie Oudinová           | 4–6, 2–6            |
| Finalistka | 16. | 26. srpna 2012  | Dallas, Spojené státy            | tvrdý       | Roberta Vinciová           | 5–7, 3–6            |
| Vítězka    | 13. | 24. února 2013  | Bogotá, Kolumbie                 | antuka      | Paula Ormaecheaová         | 6–1, 6–2            |
| Finalistka | 17. | 7. dubna 2013   | Charleston, Spojené státy        | antuka      | Serena Williamsová         | 6–3, 0–6, 2–6       |
| Finalistka | 18. | 6. října 2013   | Peking, Čína                     | tvrdý       | Serena Williamsová         | 2–6, 2–6            |
| Finalistka | 19. | 13. dubna 2014  | Bogotá, Kolumbie                 | antuka      | Caroline Garciaová         | 3–6, 4–6            |
| Finalistka | 20. | 22. března 2015 | Indian Wells, Spojené státy      | tvrdý       | Simona Halepová            | 6–2, 5–7, 4–6       |
| Vítězka    | 14. | 28. září 2015   | Kanton, Čína                     | tvrdý       | Denisa Allertová           | 6–2, 6–0            |
| Vítězka    | 15. | 18. října 2015  | Hongkong, Čína                   | tvrdý       | Angelique Kerberová        | 3–6, 7–6(7–4), 6–1  |
| Finalistka | 21. | 24. září 2016   | Kanton, Čína                     | tvrdý       | Lesja Curenková            | 4–6, 6–3, 4–6       |

### Čtyřhra: 4 (2–2)
| Stav       | Č. | Datum             | Turnaj                         | Povrch | Spoluhráčka                | Soupeřky ve finále                      | Výsledek         |
| ---------- | -- | ----------------- | ------------------------------ | ------ | -------------------------- | --------------------------------------- | ---------------- |
| Vítězka    | 1. | 18. června 2006   | Birmingham, Spojené království | tráva  | Li Na                      | Jill Craybasová Liezel Huberová         | 6–2, 6–4         |
| Vítězka    | 2. | 11. srpna 2013    | Toronto, Kanada                | tvrdý  | Katarina Srebotniková      | Anna-Lena Grönefeldová Květa Peschkeová | 5–7, 6–2, [10–6] |
| Finalistka | 1. | 13. června 2015   | 's-Hertogenbosch, Nizozemí     | tráva  | Anastasija Pavljučenkovová | Asia Muhammadová Laura Siegemundová     | 3–6, 5–7         |
| Finalistka | 2. | 26. července 2015 | Istanbul, Turecko              | tvrdý  | Çağla Büyükakçay           | Darja Gavrilovová Elina Svitolinová     | 7–5, 1–6, [4–10] |

## Finále série WTA 125
| Legenda                  |
| ------------------------ |
| D – dvouhra; Č – čtyřhra |
| WTA 125 (1–0 D)          |

#### Dvouhra: 1 (1–0)
| Stav    | č. | datum         | turnaj           | povrch | soupeřka ve finále | výsledek      |
| ------- | -- | ------------- | ---------------- | ------ | ------------------ | ------------- |
| Vítězka | 1. | 2. srpna 2015 | Nan-čchang, Čína | tvrdý  | Čang Kchaj-čen     | 6–3, 7–6(8–6) |

## Finále soutěží družstev: 2 (0–2)
| Výsledek   | č. | datum a místo konání                                                | spoluhráči                                             | soupeři                                                       | skóre        |
| ---------- | -- | ------------------------------------------------------------------- | ------------------------------------------------------ | ------------------------------------------------------------- | ------------ |
| Finalistka | 1. | Hopman Cup 2008 4. ledna 2008 Perth, Austrálie tvrdý, Burswood Dome | Novak Djoković                                         | Spojené státy                                                 | 1–2          |
| Finalistka | 1. | Hopman Cup 2008 4. ledna 2008 Perth, Austrálie tvrdý, Burswood Dome | Novak Djoković                                         | Serena Williamsová Mardy Fish                                 | 1–2          |
| Finalistka | 2. | Fed Cup 2012 3.–4. listopadu 2012 Praha, Česko tvrdý, O2 arena      | Ana Ivanovićová Bojana Jovanovská Aleksandra Krunićová | Česko                                                         | 1–3 (detail) |
| Finalistka | 2. | Fed Cup 2012 3.–4. listopadu 2012 Praha, Česko tvrdý, O2 arena      | Ana Ivanovićová Bojana Jovanovská Aleksandra Krunićová | Petra Kvitová Lucie Šafářová Lucie Hradecká Andrea Hlaváčková | 1–3 (detail) |

## Postavení na konečném žebříčku WTA

### Dvouhra
| Rok    | 2001 | 2002   | 2003  | 2004  | 2005  | 2006  | 2007 | 2008 | 2009 | 2010 | 2011  | 2012  | 2013 | 2014  | 2015  | 2016  | 2017   |
| Pořadí | 361. | ▲ 194. | ▲ 85. | ▲ 28. | ▲ 22. | ▲ 12. | ▲ 3. | ▲ 1. | ▼ 8. | ▬ 8  | ▼ 14. | ▼ 22. | ▲ 8. | ▼ 16. | ▼ 21. | ▼ 55. | ▼ 153. |

### Čtyřhra
| Rok    | 2004 | 2005   | 2006  | 2007   | 2008 | 2009 | 2010   | 2011   | 2012   | 2013  | 2014  | 2015  | 2016   | 2017   |
| Pořadí | 293. | ▲ 139. | ▲ 43. | ▼ 107. | ▼ –  | –    | ▲ 102. | ▼ 137. | ▼ 304. | ▲ 20. | ▼ 47. | ▼ 63. | ▼ 130. | ▼ 134. |